# 米夏埃尔·桑德林

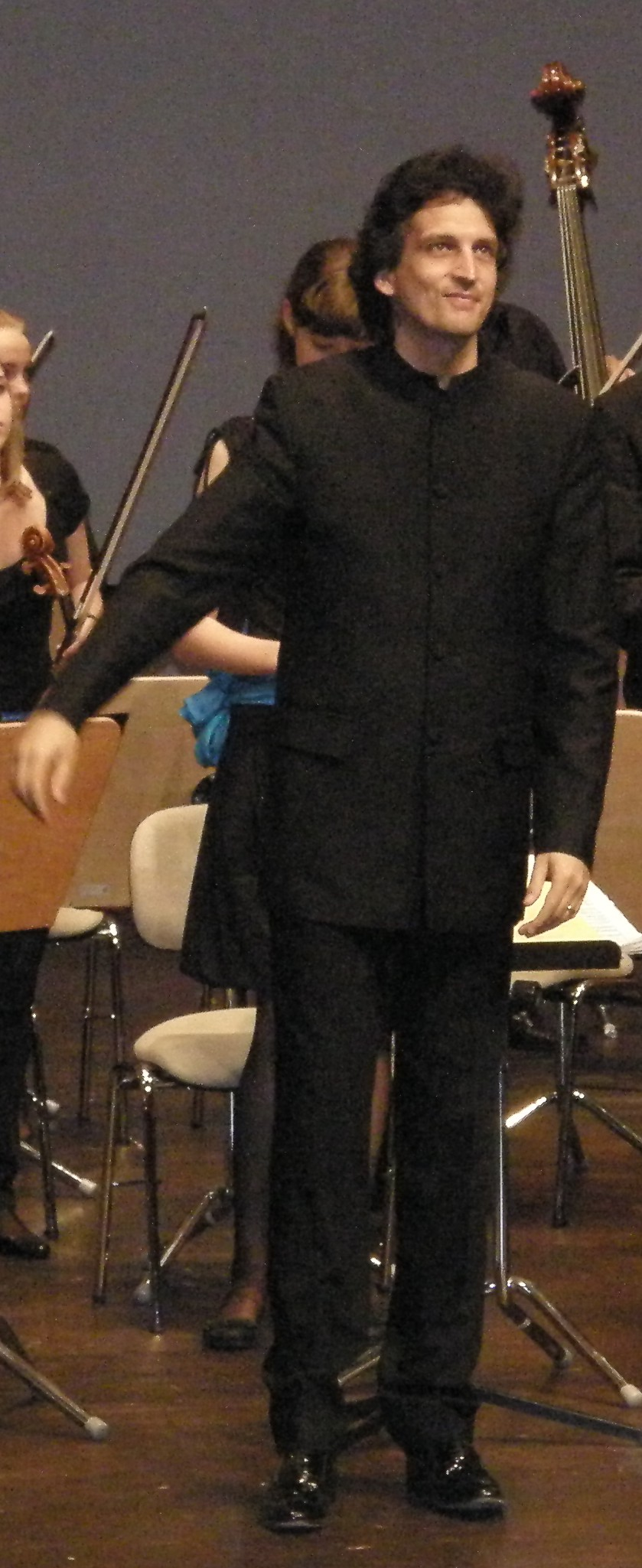
Michael Sanderling

米夏埃尔·桑德林（德語：Michael Sanderling，1967年2月21日出生），德国指挥家、大提琴家。

## 生平
米夏埃尔·桑德林出生于柏林，是低音提琴家芭芭拉·瓦格纳和指挥家库尔特·桑德林的儿子。他五岁时在柏林接受了第一堂大提琴课。11岁时，他成为柏林音乐学院马蒂亚斯·普芬德的学生。17岁的桑德林被柏林汉斯·艾斯勒音乐学院录取，师从约瑟夫·施瓦布。他还跟随威廉·普利斯（英語：William Pleeth）、马友友、加里·霍夫曼和林恩·哈瑞爾学习深造。1987年，他在玛丽亚·卡纳尔斯国际音乐比赛中获得一等奖。同年，在首次以独奏家身份亮相后，他被聘为萊比錫布商大廈管弦樂團的大提琴独奏家，并一直工作到1992年。1994年至2006年，他在柏林廣播交響樂團（东柏林）担任客座独奏大提琴家。1994年至1998年，他在汉斯·艾斯勒音乐学院任教。1998年，他开始在法兰克福音乐与表演艺术学院任教。2000年至2003年，他还在伯尔尼艺术学院担任教授。1988年至1996年，他是Ex Aequo三重奏的成员。2010年，桑德林结束了他的大提琴独奏生涯，专注于教学和指挥。
2000年11月25日，桑德林在柏林室内管弦乐团首次以指挥身份亮相。2003年，他成为德国弦乐爱乐乐团的首席指挥，并担任该职位至2013年。2006年至2010年，桑德林担任波茨坦室内乐学院的首席指挥和艺术总监。2009年，索尼公司发行了一张波茨坦室内乐学院和桑德林合作的德米特里·肖斯塔科维奇作品CD。
2010年，德累斯顿爱乐乐团任命桑德林为下一任首席指挥，从2011-2012乐季开始生效，初始合同为3个乐季。2013年10月，乐团宣布将桑德林作为首席指挥的合同延长至2018-2019乐季。2016年11月，桑德林通过致信德累斯顿市长，宣布打算在2019年合同结束后辞去乐团首席指挥一职，以抗议通过媒体报道而不是直接从民政部门获悉文化预算削减建议。
2010年，桑德林首次担任卢塞恩交响乐团客座指挥。2019年11月，乐团宣布任命桑德林为下一任首席指挥，从2021-2022乐季开始生效。

## 唱片目录
- 肖斯塔科维奇：室内交响曲集 - 波茨坦室内乐学院（2008年，索尼音樂娛樂）
- 柴可夫斯基：《四季》 / 巴托克：《特兰西瓦尼亚舞曲》&《罗马尼亚民间舞曲》 - 德国弦乐爱乐乐团（2010年，Genuine Classics）
- 福莱：《佩利亚斯与梅丽桑德》 / 柴可夫斯基:《意大利随想曲》 / 普罗科菲耶夫：《罗密欧与朱丽叶》（组曲） - 德累斯顿爱乐乐团（2012年，Genuine Classics）
- 德沃夏克：大提琴协奏曲 - 丹尼尔·米勒-肖特（英语：Daniel Müller-Schott），北德广播交响乐团（2014年，奥菲欧（英语：Orfeo (record label)））
- 贝多芬：交响曲集 - 德累斯顿爱乐乐团（2018年，索尼音乐娱乐）
- 肖斯塔科维奇：交响曲集 - 德累斯顿爱乐乐团（2019年，索尼音乐娱乐）